# Gorgora morga
Gorgora morga là một loài bướm đêm trong họ Noctuidae.